# 11423 Cronin
11423 Cronin eller 1999 LT24 är en asteroid i huvudbältet som upptäcktes den 9 juni 1999 av LINEAR i Socorro County, New Mexico. Den är uppkallad efter Kevin Michael Cronin.
Asteroiden har en diameter på ungefär 4 kilometer.